# Náhum

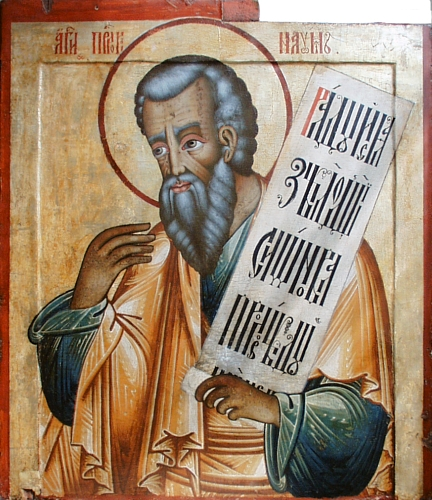
19. századi orosz ortodox ikon a prófétáról (Színeváltozás temploma, Oroszország).

Náhum (héber: נַחוּם Naḥūm) a bibliai 12 kispróféta egyike, kinek próféciái az ószövetségi Náhum könyvében maradtak megörökítve. Írásai az Asszír birodalom és fővárosának bukásáról, Ninivéről, szólnak.

## Élete
Keveset tudunk Náhum magánéletéről. A neve „vigasztalót” jelent, születési helye Elkos városa (Náhum 1:1), amit a bibliakutatók az észak-galileai Kafarnaum városával azonosítanak. Náhum egy igazán nacionalista zsidó volt.

## Munkásságai
Náhum írásai próféciaként és történelmi műként is kezelhető. Úgy tartják, hogy próféciáit Kr.e. 615-ben írhatta, Asszíria bukása előtt. Viszont másrészt a vélemények megoszlanak és egyesek a birodalom bukása után, Kr.e. 612-ben keletkezett műként tartják számon.
A könyv Kálvin János egyik kommentárjában költeményként van körülírva:

„A kispróféták közül senki sem mutat olyan bátorságot és vehemenciát műveiben, mint Náhum próféta: emellett, próféciái teljes és befejezett költemények: bevezetése tökéletes, és valóban csodálatos; ahogy Ninive pusztulására készít fel, és a rombolást körülírja, a sorok világosságot és teljességet tükröznek.”

– Rev. John Owen, fordító, Kálvin János kommentárja Jónás, Mikeás és Náhum könyvéhez

## Sírhelye

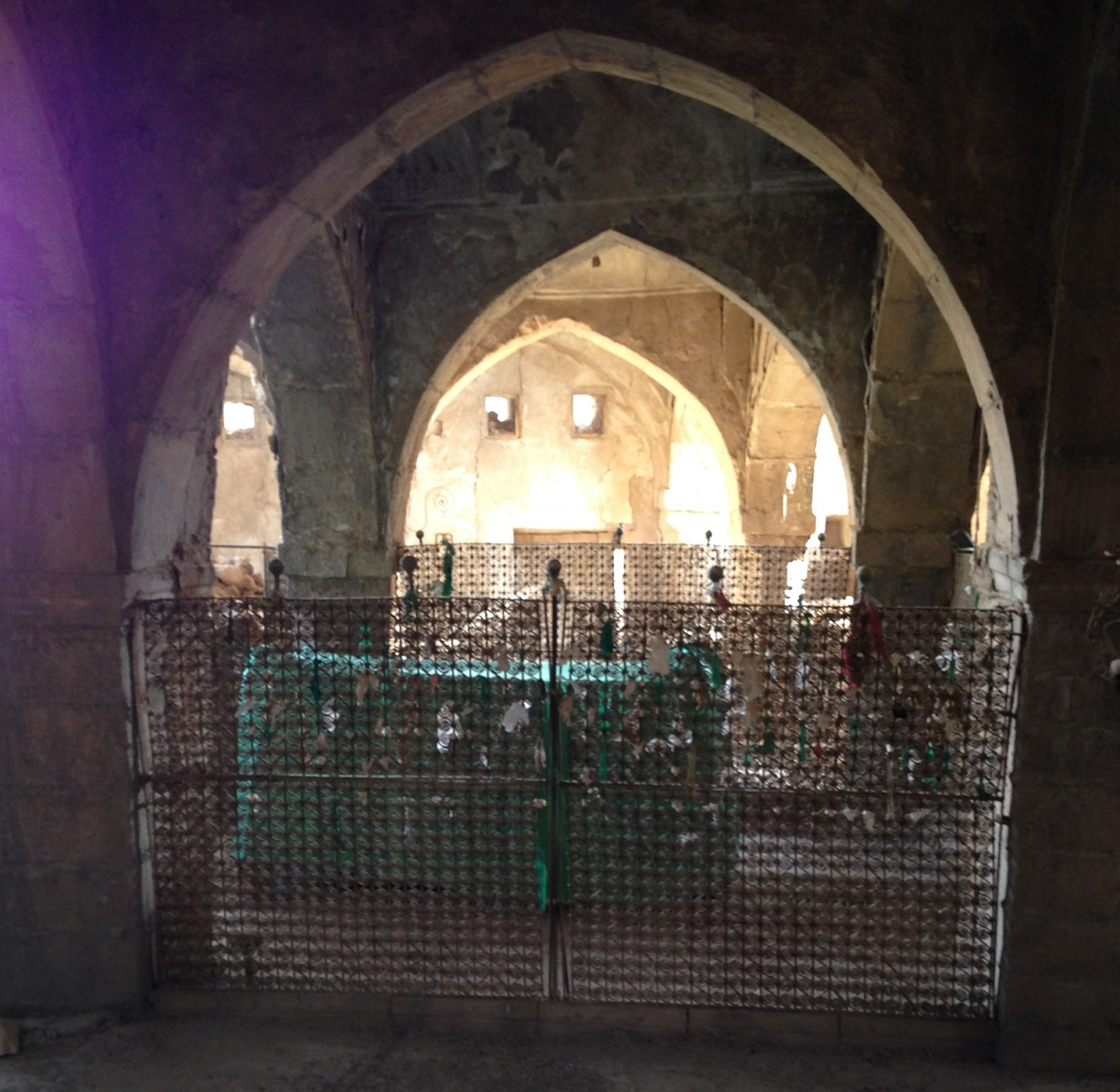
A próféta sírja, Elkosban

Náhum sírja feltételezhetően az elkosi zsinagógában (Moszul közelében) van elhelyezve, habár Irakon kívül számos olyan hely létezik, amelyekről azt állítják, hogy ott van a sírja. Az iraki Elkos zsidó népessége 1948-ban eltűnt, az elhurcoltatások végett, és a zsinagóga manapság, ahol az állítólagos sírhely is található, már csak egy szerény struktúrájú épület, melyet az összedőlés fenyeget. A sírhely némi renováláson esett át 1976-ban. Mikor 1948-ban az összes elkosi zsidónak el kellett hagynia a várost, a sír kulcsait egy asszír férfinak adták át, egy bizonyos Sami Jajouhanának. Csekély számú zsidó hívő ma is látogatja a sírhelyet és Sami Jajouhana ma is tartja a szavát, melyet zsidó barátainak ígért. Egy Huw Thomas által vezetett amerikai és brit mérnökökből álló csapat a 2010-es években is azon dolgozott, hogy az épület szerkezetét megerősítsék és megmentsék azt. A sírhely épségét az elhagyatottság és a (2010-es években) az ISIS fenyegeti.
Egyéb lehetséges helyek, ahol Náhum próféta sírja található feltételezhetően, Elkes, Ramah közelében, Galileában és Elekesi, Ciszjordániában.

## Liturgikus megemlékezés
Náhum próféta szentként van nyilvántartva a keleti keresztény egyházakban. Az ortodox liturgikus naptárban, böjtnapja december elsején van (azoknak az egyházaknak, akik a hagyományos Julián naptárat követik, december elseje jelenleg december 14-re esik a Gergely-naptárban).

## Fordítás
Ez a szócikk részben vagy egészben  a   Nahum című angol Wikipédia-szócikk fordításán alapul.  Az eredeti cikk szerkesztőit annak laptörténete sorolja fel. Ez a jelzés csupán a megfogalmazás eredetét és a szerzői jogokat jelzi, nem szolgál a cikkben szereplő információk forrásmegjelöléseként.